# アップタウン・ガール
「アップタウン・ガール」 (Uptown Girl) は、アメリカの歌手、ビリー・ジョエルのシングル。ビリーのアルバム『イノセント・マン』からの第2弾シングルとして、1983年にリリースされた。
アメリカのビルボード誌では、1983年11月12日に、週間ランキング最高位の第3位を獲得。ビルボード誌1983年年間ランキングは第18位。UK週間チャートでは第1位をマークした。
本楽曲はビリーが音楽を意識しだした頃であろう1960年代初頭のニューヨーク・シーンにおいて、ホワイト・ドゥーワップグループとしてヒットを連発していたフォー・シーズンズのスタイルを踏襲している。特にメロディラインの節回し、ビリー自身による多重録音コーラス、ファルセットの使い方などにおいて実に忠実にフォー・シーズンズのスタイルが再現されており、ビリーのフォー・シーズンズへのオマージュと位置づけることができる。
アーロン・カーターやウエストライフなど、多数の歌手がカバーしている。また、雑誌「ローリング・ストーン」が、1963年から1988年にリリースした中で最も大切な曲トップ100の第99位に選んでいる。
日本では、2009年にキリンビールの企業CMソング、2017年に、スズキ「スペーシア」（2代目モデル）のCMソング、2022年に「キリン グリーンズフリー」のCMソングとして起用される他、日本でも使用されることの多い楽曲である。変わったカバーとしてウルトラマンによるカバー曲がある。

## ミュージック・ビデオ
メインキャラクターは、クリスティ・ブリンクリーによって演じられている（後にビリーと結婚、1994年に離婚）。
クリスティ・ブリンクリーが演ずる、アップタウンに住む裕福な家の美しい娘が、運転手付の車でビリーたちの働くガソリンスタンドへ立ち寄る。賑やかに働く彼らに興味を持った娘が車外に降り立ったのを見て、ビリーたちは彼女を追いかけ、口説き始める。やがて彼女はビリーたちと陽気に踊り始める。ビリーはついに彼女を口説き落とし、二人はビリーのバイクでデートに出かける。

## ウエストライフ・バージョン
「アップタウン・ガール」 (Uptown Girl) はアイルランド出身の男性ボーカルグループ、ウエストライフの9枚目のシングル。
この曲で全英シングルチャート、アイルランドシングルチャートで1位に返り咲いた。彼らのカバー曲の中で、コンサートでよく披露される曲の一つである。
2枚目のアルバム『コースト・トゥ・コースト -スペシャルエディション-』（再発売盤）のボーナストラックとして、3枚目のアルバム『ワールド・オブ・アワ・オウン』（通常盤）、ベスト・アルバム『ザ・グレイテスト・ヒッツ～アンブレイカブル～』(Asian Edition)に収録されている。
メンバーのブライアン脱退後の近年のコンサートでは、ブライアンのパートをニッキーと、キーアンがそれぞれ歌っている。

### トラック・リスト
- 輸入盤(イギリス)

CD1
1. "Uptown Girl" (Radio Edit) - 3:06
2. "Angel's Wings" (2001 Remix) - 4:14
3. "Uptown Girl" (Video) - 3:14

CD2
1. "Uptown Girl" (Radio Edit) - 3:06
2. "Uptown Girl" (Extended Version) - 5:02
3. "Behind the Scenes Footage & Band Messages"

DVD
1. "Uptown Girl" (Video) - 3:14
2. "Behind the Scenes Footage & Band Messages"

- 日本盤

1. "Uptown Girl" (Radio Edit) - 3:06
2. "Uptown Girl" (Extended Version) - 5:02
3. "Angel's Wings" (Original Version) - 4:02
4. "Close Your Eyes" - 4:32
5. "Uptown Girl" (Video) - 3:14
6. "Behind The Scenes Footage & Band Messages"

### 音楽チャート
| Chart (2001)                                        | Peak position |
| --------------------------------------------------- | ------------- |
| オーストラリア オーストラリア シングル チャート     | 6             |
| オーストリア オーストリア シングル チャート         | 12            |
| ベルギー (Ultratop 50 Flanders)                     | 5             |
| ベルギー (Ultratip Wallonia)                        | 2             |
| デンマーク デンマーク地域 シングル チャート         | 2             |
| オランダオランダ地域 シングル トップ 40             | 2             |
| フィンランド フィンランド シングル チャート         | 13            |
| フランス フランス シングル チャート                 | 8             |
| ドイツ メディア コントロール チャート               | 8             |
| アイルランド アイルランド シングル チャート         | 1             |
| イタリア イタリア シングル チャート                 | 10            |
| 日本 オリコン シングル チャート                     | 64            |
| ニュージーランド ニュージーランド シングル チャート | 4             |
| ノルウェー ノルウェー シングル チャート             | 3             |
| スウェーデン スウェーデン シングル チャート         | 2             |
| スイス スイス シングル チャート                     | 13            |
| イギリス 全英 シングル チャート                     | 1             |
| 全英 ラジオ エアプレイ チャート                     | 9             |